# ドイツ系ポーランド人
ドイツ系ポーランド人（Mniejszość niemiecka w Polsce）とは、現在ポーランドに居住するドイツ人を意味する。第二次世界大戦後の民族ドイツ人の追放により、彼らのほとんどはドイツに帰還したが、一部の人達はポーランドに残り生活することを決めた。すでに多くがポーランド社会に同化し、2021年の国勢調査によると、ポーランドの総人口の0.379%を占める。
いっぽう、中世の時代にポーランドに移住したドイツ系の人々はその多くが近世から現代にかけて最も熱狂的なポーランド愛国者たちとなり、ポーランドの歴史に残る偉大な人物たちを生み出していくのであるが、彼らはこの「ドイツ系ポーランド人」の範疇に入らず、完全にポーランド化した純粋なポーランド人とみなされる。そのため彼らの子孫はドイツ系の姓をもちながら自らのアイデンティティについて本人たちも社会も彼らを「ドイツ系」とは全く考えておらず、彼らの存在は現代の民族統計にはまったく反映されない。「ドイツ系ポーランド人」の割合が上のように小さい結果となるのはそのためである。